# Kari Wuhrer
Kari Samantha Wührer (ur. 28 kwietnia 1967 w Brookefield) – amerykańska aktorka i piosenkarka pochodzenia niemieckiego. Zdobywczyni Feature Film Award na Nowojorskim Festiwalu Filmów Niezależnych.

## Wybrana filmografia
- Class of '96 (1993)
- Przeklęty (1996)
- Sliders: Piąty wymiar (1997-2000)
- Anakonda (1997)
- Nash Bridges (1997)
- Autostopowicz: Wyścig o przetrwanie (2003)
- CSI: Kryminalne zagadki Las Vegas (2002)
- Atak pająków (2002)
- Do It for Uncle Manny (2002)
- CSI: Kryminalne zagadki Miami (2002-2006)
- Hellraiser: Sekta (2004)
- Szpital miejski (2005)
- Armia Boga: Bunt (2005)
- Armia Boga: Zapomnienie (2005)

Wystąpiła także w przerywnikach filmowych w grze Command & Conquer: Red Alert 2 jako agentka aliantów – Tanya.